# Поттенштайн (Баварія)
Поттенштайн (нім. Pottenstein) — місто в Німеччині, розташоване в землі Баварія. Підпорядковується адміністративному округу Верхня Франконія. Входить до складу району Байройт.
Площа — 73,24 км2. Населення становить 5183 ос. (станом на 31 грудня 2020).